# Autobahn Changsha–Zhangjiajie
Die Autobahn Changsha–Zhangjiajie oder Changzhang-Autobahn (chinesisch 长张高速公路, Pinyin Chángzhāng gāosù gōnglù, englisch Changzhang Expressway), chin. Abk. G5513, ist eine regionale Autobahn in der Provinz Hunan im Südosten Chinas. Die 310 km lange Autobahn beginnt am Autobahnring G0401 der Stadt Changsha und führt in westlicher Richtung über Yiyang und Changde nach Zhangjiajie.